# Język pero
Język pero (inaczej: filiya, pipero, walo; nazwa oryginalna: péerò) – język afroazjatycki z zachodniej gałęzi języków czadyjskich, używany w Nigerii (obszar Shongom, stan Gombe). Najbliżej spokrewniony z językami tangale – tangale, kanakuru (dera), kuszi, kupto i innymi. Posługuje się nim ok. 25 tys. osób (dane z 1995 roku). Do zapisu używany jest alfabet łaciński.

## Dialekty
Wyróżnia się dialekty gwandum, gundale, filiya.

## Fonetyka i fonologia

### Samogłoski
Język pero ma pięć samogłosek długich i pięć krótkich:
| przednie       | przednie       | tylne       | tylne       |   |
| niezaokrąglone | niezaokrąglone | zaokrąglone | zaokrąglone |   |
| długie         | krótkie        | długie      | krótkie     |   |
| -------------- | -------------- | ----------- | ----------- | - |
| przymknięte    | i:             | i           | u:          | u |
| średnie        | e:             | e           | o:          | o |
| otwarte        | a:             | a           |             |   |

### Spółgłoski
Spółgłoski języka pero:
| sposób artykulacji | miejsce artykulacji | miejsce artykulacji | miejsce artykulacji | miejsce artykulacji | miejsce artykulacji |
| sposób artykulacji | wargowe             | przednio- językowe  | dorsalne            | dorsalne            | krtaniowe           |
| sposób artykulacji | dwu- wargowa        | dziąsłowe           | średnio- językowe   | tylno- językowe     | krtaniowe           |
| ------------------ | ------------------- | ------------------- | ------------------- | ------------------- | ------------------- |
| zwarte             | p b                 | t d                 | c ɟ                 | k g                 | ʔ                   |
| iniektywne         | ɓ                   | ɗ                   |                     |                     |                     |
| nosowe             | m                   | n                   |                     | ŋ                   |                     |
| drżące             |                     | r                   |                     |                     |                     |
| półotwarte         | w                   |                     | j                   |                     |                     |
| boczne półotwarte  |                     | l                   |                     |                     |                     |

### Intonacja
Pero jest językiem tonalnym. Rozróżnia się dwa rodzaje tonów: wysoki oraz niski.

## Gramatyka

### Liczebniki
Liczebniki w języku pero:
| 1  | ɗók                 |
| 2  | bélòw               |
| 3  | ɡ͡bónòŋ              |
| 4  | béeɗòw              |
| 5  | púat / fwát         |
| 6  | páttira múndi       |
| 7  | páttira bélòw       |
| 8  | bídìdow             |
| 9  | kómpòy / kómvòy     |
| 10 | kó / k͡púmmò         |
| 11 | àré ɗòk             |
| 12 | àré bélów           |
| 13 | àré ɡ͡bónòŋ          |
| 14 | àré béeɗòw          |
| 15 | àré fwát            |
| 16 | àré páttira múndi   |
| 17 | àré páttira bélòw   |
| 18 | àré bídìdow         |
| 19 | àré kómpòy / kómvòy |
| 20 | kó bélòw            |

| 21   | kó bélòw kàn ɗòk             |
| 22   | kó bélòw kàn bélòw           |
| 23   | kó bélòw kàn ɡ͡bónòŋ          |
| 24   | kó bélòw kàn béeɗòw          |
| 25   | kó bélòw kàn fwát            |
| 26   | kó bélòw kàn páttira múndi   |
| 27   | kó bélòw kàn páttira bélòw   |
| 28   | kó bélòw kàn bídìdow         |
| 29   | kó bélòw kàn kómpòy / kómvòy |
| 30   | yàjì ɡ͡bónòŋ                  |
| 40   | yàjì béeɗòw                  |
| 50   | yàjì fwát                    |
| 60   | yàjì páttira múndi           |
| 70   | yàjì páttira bélòw           |
| 80   | yàjì bídìdow                 |
| 90   | yàjì kómpòy / kómvòy         |
| 100  | cíɡ / ʃìk                    |
| 200  | cíɡ bélów / ʃìk bélów        |
| 1000 | cík pómmò / dik              |
| 2000 | dik bélów                    |